# Mesothen tigrina
Mesothen tigrina là một loài bướm đêm thuộc phân họ Arctiinae, họ Erebidae.